# Lesní duch (film, 1981)
Lesní duch (též Smrtelné zlo; v anglickém originále The Evil Dead) je americký kultovní horor, který natočil Sam Raimi v roce 1981. Přes svou kontroverznost byl film komerčně úspěšný. Následovaly snímky Smrtelné zlo 2 (1987) a Armáda temnot (1992), které se ale více posouvaly od hororu ke komedii, a reboot Lesní duch (2013). Na motivy filmů byl v USA uveden i stejnojmenný muzikál. V roce 2015 navázal na filmy televizní seriál Ash vs Evil Dead.

## Děj
Pětice studentů - Ash, Scotty, Alice, Annie a Amy - jedou strávit víkend na lesní samotu. V domě najdou podivnou Knihu mrtvých a magnetofon se záznamem zaklínadel. Spuštěním pásky probudí zlo, ukryté v lese. Zlo, vtělené do okolní přírody postupně během noci likviduje jednotlivé postavy, které se také mění ve vražedná monstra. Film končí vyděšeným pohledem jediného, kdo přežil do rána, na cosi přilétajícího.

## Zpracování filmu
Film je barevný, dlouhý 86 minut. Americký režisér Samuel M. Raimi, v době natáčení dvacetiletý, film natočil s několika přáteli amatérsky přes prázdniny za zhruba milion dolarů. Premiéru si odbyl na tradičním festivalu fantastických filmů a hororů v roce 1982 ve Španělsku, v Sitges. Vzbudil zde pozornost, protože se plně vyrovnal snímkům profesionálních studií.